# Elizabeth Anne Voigt
Elizabeth Anne Voigt (nhũ danh Speed) là giám đốc của Bảo tàng McGregor tại Kimberley, Nam Phi, và, với tư cách là một nhà khảo cổ học động vật, giữ cương vị chủ tịch Hiệp hội Khảo cổ học Nam Phi. Khi nghỉ hưu, Voigt được bổ nhiệm làm trợ lý nghiên cứu của Bảo tàng McGregor. Bà sinh ra ở Cape Town vào ngày 26 tháng 4 năm 1944 và qua đời ngày 7 tháng 4 năm 2010 tại Kimberley.

## Giáo dục và sự nghiệp ban đầu
Voigt sinh ra và lớn lên tại Cape Town, nơi bà theo học trường Rustenburg School for Girls tại Rondebosch. Chuyên ngành đại học của bà tại Đại học Cape Town là khảo cổ học, nhân chủng học xã hội và Latin. Với bằng Danh dự khảo cổ học Hạng nhất, bà dấn thân vào một sự nghiệp mà sau cùng bà sẽ chuyên về nghiên cứu tàn tích động vật từ các di chỉ khảo cổ. Bà có được bằng Thạc sĩ từ Đại học Pretoria.

## Khảo cổ học động vật
Voigt nghiên cứu động vật thân mềm ven biển, cụ thể là tại Cửa sông Klasies, và tiến hành các nghiên cứu khảo cổ học dân tộc đối với dinh dưỡng dưỡng của loài động vật có vỏ. Tuy nhiên, thành tựu chính trong những công trình về động vật sau đó của Voigt là các phân tích diện rộng của xương động vật từ các di chỉ Thời đại đồ sắt Nam Phi có tuổi đời từ năm 200 đến 1800 Công Nguyên, và đặc biệt là tại Mapungubwe, với sự tập trung vào dinh dưỡng, kinh tế và các loài thuần hóa. Các xuất bản phẩm của bà bao gồm cả các bài báo và một số lượng những bài viết ít chính thống hơn nhằm phổ biến những phát hiện của ngành khảo cổ học động vật.